# Альба (газоконденсатне родовище)

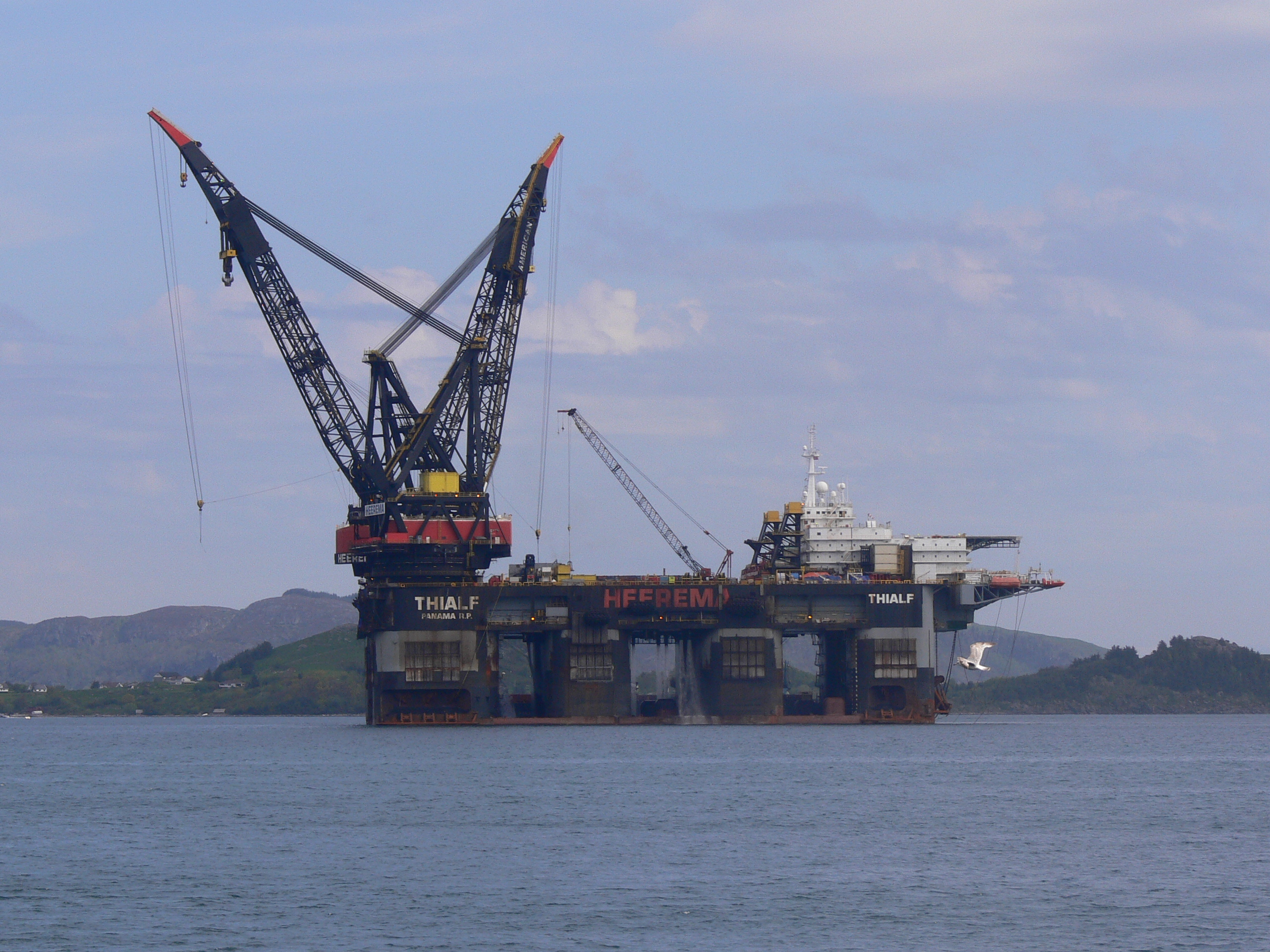
Плавучий кран Thialf, який встановлював компресорну платформу В3

Альба — газоконденсатне родовище в Екваторіальній Гвінеї, розташоване в Гвінейській затоці за 32 кілометри на північ від острова Біоко. Знаходиться в районі з глибиною моря 75 метрів.

## Учасники проекту
Родовище виявили у 1984 році внаслідок спорудження розвідувальної свердловини 13B1-1X. Втім, спільне підприємство іспанської Hispanoil (стала однією зі складових Repsol) та уряду Екваторіальної Гвінеї компанія GEPSA вирішило, що відкриття не є комерційним, та відмовилось від нього. Надалі Альбою опікувалась компанія з США Walter International, яка в 1995-му була придбана CMS Oil and Gas. В 2002-му активи останньої викупила Marathon Oil, котрій наразі належить 65 % участі в проекті розробки Альби, тоді як ще 35 % утримує Noble Energy.

## Розробка
Розробка родовища почалась у 1991 році за допомогою двох платформ Alba 2 та Alba 3, одна з яких призначалась для розміщення фонтанних арматур свердловин, а друга містила обладнання первинної підготовки. Продукція транспортувалась через трубопровід діаметром 500 мм на газопереробний завод у Пунта-Європа на острові Біоко, при цьому спершу він випускав лише конденсат (6000 барелів на добу), а весь отриманий газ спалювався. Задля припинення останньої практики поступово реалізували комплекс заходів. Так, з 1996-го ввели в дію завод з вилучення пропан-бутанової фракції потужністю 2400 барелів на добу. В 2000-му організували закачування газу назад у пласт. А з 2001-го почалась комерціалізація природного газу, який тепер спрямовувався на завод з виробництва метанолу компанії Atlantic Methanol Production, в якій по 45 % належало оператору родовища CMS Oil and Gas та іншій американській компанії Samedan (дочірня компанія Noble Energy), тоді як 10 % володіла місцева Sonagas GE. Завод  міг споживати до 3,5 млн м3 газу та виробляти 19 тисяч барелів метанолу на добу. Для транспортування останнього законтрактували два хімічні танкери Noble Spirit та Ambassador Norris. В 2004 році спалювання газу нарешті припинилось.
Тим часом реалізовувався проект розширення виробничих потужностей. На Альбі встановили ще дві платформи B1 та В2, які обслуговують 11 видобувних та 5 газонагнітальних свердловин. Це дозволило підняти виробництво з 16 тисяч барелів конденсату в 2001 році до 65 тисяч. Що стосується газу, то з 2007 року почав роботу завод з його зрідження Екваторіальна Гвінея ЗПГ, котрий станом на 2016 рік споживав до 20 млн м3 на добу.
У першій половині 2010-х замовили спорудження компресорної платформи B3, ґратчасту опорну основу якої («джекет») вагою 2600 тон виготовили у Вліссінгені, а надбудову з обладнанням («топсайд») вагою 5800 тон у Звейндрехті. В 2016 році їх доставили до узбережжя Екваторіальної Гвінеї на баржі H-542, після чого встановили за допомогою плавучого крану великої вантажопідйомності Thialf. Нова споруда з'єднана містком з платформою В2, від якої отримує газ для компремування.

## Запаси
Поклади вуглеводнів пов'язані з пісковиками пліоценової формації Qua-Iboe (раніше вважались належними до міоценової формації Isongo), відкладення яких у каналах континентального схилу пов'язують з активною вулканічною діяльністю Камерунської лінії.
Запаси родовища оцінюються у 130 млрд м3 газу та 400 млн барелів рідких вуглеводнів.